# Todirostre de Johannes
Le Todirostre de Johannes (Hemitriccus iohannis), aussi appelé Todirostre de Joao, est une espèce de passereaux de la famille des Tyrannidae,.
Espèce
Statut de conservation UICN

 LC  : Préoccupation mineure

## Distribution
Cet oiseau vit dans une zone allant du sud-est de la Colombie au Pérou, au nord de la Bolivie et à l'ouest de l'Amazonie brésilienne.